# Bütschwil (Sankt Gallen)
Bütschwil és un municipi del cantó de Sankt Gallen (Suïssa), situat al districte de Toggenburg.